# Thủ tướng Krym
Bản mẫu:Chính trị Krym
Chủ tịch Hội đồng Bộ trưởng Cộng hòa Krym (tiếng Ukraina: Голова Ради міністрів Республіки Крим; tiếng Nga: Председатель Совета министров Республики Крым; tiếng Tatar Krym: Qırım Cumhuriyetiniñ Baş Naziri) là người đứng đầu chính phủ Cộng hòa Krym, (trước đây Cộng hòa tự trị Krym nằm ở khu vực phía nam của Ukraina).
Cho đến năm 2014, Thủ tướng, người được đề cử bởi Chủ tịch của Verkhovna Rada của Krym (quốc hội Krym) với sự chấp thuận của Tổng thống Ukraina và sau đó được Quốc hội Krym chấp thuận, là người đứng đầu Hội đồng Bộ trưởng Krym. 
Kể từ năm 2014, Thủ tướng được bổ nhiệm bởi người đứng đầu Cộng hòa Krym, một khi một ứng cử viên cho Thủ tướng sẽ phê chuẩn của Hội đồng Nhà nước Crimea (quốc hội Krym). Người đứng đầu Cộng hòa Krym có thể lãnh đạo Hội đồng Bộ trưởng Crimea, nhưng ông cũng phải được Hội đồng Nhà nước phê chuẩn.